# Sphaerostephanos alticola
Sphaerostephanos alticola är en kärrbräkenväxtart som beskrevs av Holtt. Sphaerostephanos alticola ingår i släktet Sphaerostephanos och familjen Thelypteridaceae. Inga underarter finns listade.